# The Star Spangled Banner (Whitney Houston)
The Star Spangled Banner è un singolo registrato dalla cantante statunitense Whitney Houston pubblicato a scopo di beneficenza per raccogliere fondi per i soldati e le famiglie coinvolte nella guerra del Golfo.
Il brano The Star-Spangled Banner, scritto da Francis Scott Key, è l'inno nazionale degli Stati Uniti d'America, e la versione della Houston è stata prodotta da Narada Michael Walden.
Dopo gli attacchi dell'11 settembre 2001, l'Arista Records ripubblicò la versione del brano interpretata dalla Houston, per devolvere gli incassi ai vigili del fuoco e alle vittime degli attacchi.

## Tracce
1. The Star Spangled Banner
2. America the Beautiful

## Classifiche
| Chart (1991)                                    | Position |
| ----------------------------------------------- | -------- |
| U.S. Billboard Hot 100                          | 20       |
| Chart (2001)                                    | Position |
| U.S. Billboard Hot 100                          | 6        |
| U.S. Billboard Hot R&B/Hip-Hop Singles & Tracks | 30       |